# A Time Called You
Production
Diffusion
A Time Called You (hangeul : 너의 시간 속으로 ; hanja : 너의 時間 속으로 ; RR : neoui sigan sog-eulo ; MR : nŏŭi shigan sokŭro ; litt. « dans ton temps ») est une série télévisée sud-coréenne en douze épisodes de 60 minutes, créée par Choi Hyo-bi et diffusée entre le 8 septembre 2023 sur Netflix,,.
Il s'agit de l'adaptation de la série télévisée taïwanaise Someday or One Day (想見你, 2019),.
Le thème y est le voyage temporel

## Synopsis
Jun-hee pleure toujours la perte de son petit ami, Yeon-jun, en 2023, un an après son décès. Elle voyage dans le temps jusqu'en 1998 (en écoutant la célèbre musique sud-coréenne Gather My Tears de Seo Ji-won) et se réveille dans le corps d'une autre personne, Min-ju, 18 ans. Alors qu'elle navigue dans cette nouvelle réalité, elle rencontre Si-heon, qui ressemble étrangement à son petit ami décédé, ajoutant de la complexité émotionnelle dans son voyage.

## Distribution

### Acteurs principaux
- Jeon Yeo-been : Han Jeon-hee / Kwon Min-joo, petite amie de Yeon-jun qui pleure toujours sa mort et la fille dans laquelle elle se retrouve après avoir voyagé dans le temps[6].
- Ahn Hyo-seop : Koo Yeon-joon / Nam Si-heon, petit ami de Jeon-hee et un garçon dans l'année 1998 qui lui ressemble[7].
- Kang Hoon : Jepng In-gyoo, meilleur ami de Si-heon, qui est amoureux de Min-ju[8].

### Acteurs secondaires

#### La famille de Min-joo
- Park Hyuk-kwon : Bae Chi-won, oncle de Min-joo
- Jang Hye-jin : Bae Mi-yeong, mère de Min-joo
- Lee Min-goo : Kwon Do-hun, frère de Min-joo[9]
- Sung Ki-yoon : Kwon Sang-jo, père de Min-joo

#### Les proches de Jun-hee
- Seo Ye-hwa : Seo Na-eun
- Min Jin-woong : Oh Chan-yeong / Oh Chan-hui (1998)
- Park Ki-woong : Choi Myung-il
- Kim Deok-ju : la grand-mère de Han Jeon-hee
- Lee Ji-ha : Soo-kyeong
- Do Sang-woo : Park Do-hyeon
- Yoon Sang-jeong : Hye-mi[10]

### Apparitions exceptionnelles
- Rowoon : Tae-ha (ép. 7 et 8)[11],[12]

## Production

### Développement
Le 22 février 2021, les sociétés Npio Entertainment et Lian Contents annoncent que Taiwan Fox Network Group a finalisé le contrat pour avoir les droits de la reprise du drama populaire taïwanais Someday or One Day et que la version sud-coréenne serait produite pour de bon.

### Attribution des rôles
En décembre 2021, Jeon Yeo-been et Ahn Hyo-seop reçoivent une offre pour jouer les rôles principaux dans la série et qu'ils l'examinaient toujours.
En février 2022, Kang Hoon envisage est également pressenti dans un rôle. Le 31 mars, Netflix confirme sa distribution avec Ahn Hyo-seop, Jeon Yeo-bee et Kang Hoon.

### Tournage
Le tournage débute en avril 2022.

### Fiche technique
- Titre original : 너의 시간 속으로
- Titre français : A Time Called You
- Création : Choi Hyo-bi
- Réalisation : Kim Jin-won
- Scénario : Choi Hyo-bi
- Musique : Choi In-hee
- Sociétés de production : Lian Contents, Npio Entertainment et Studio Flow
- Société de distribution : Netflix
- Pays de production :  Corée du Sud
- Langue originale : coréen
- Format : couleur
- Genre : drame, fantastique, romance
- Nombre de saisons : 1
- Nombre d'épisodes : 12
- Durée : 46 à 76 minutes
- Date de première diffusion : 8 septembre 2023 sur Netflix

## Épisodes
La série comprend douze épisodes, sans titre.